# Cajabamba
Cajabamba é uma cidade do Peru, situada na região de Cajamarca. Capital da província homônima, sua população em 2017 foi estimada em 18.603 habitantes.